# ZevenOS
ZevenOS is een van oorsprong Duitse Linuxdistributie gebaseerd op Ubuntu. Het focust op snelheid en gebruiksgemak. Het imiteert het uitzicht (look and feel) van BeOS. De distributie is bedoeld om te werken op oudere computers met lagere kloksnelheden en minder werkgeheugen. De huidige stabiele versie is ZevenOS 6.0 (31 december 2014) en is gebaseerd op Ubuntu 14.04 LTS. De door de gemeenschap ontwikkelde Neptune-versie is rechtstreeks gebaseerd op Debian. De laatste versie van Neptune is 3.3, uitgebracht op 9 oktober 2013. De eerste versie van ZevenOS werd in 2008 uitgebracht.

## Functies
Naast standaardapplicaties om dagelijkse taken te verrichten, bevatten ZevenOS en Neptune een groot aantal programma's voor het bekijken en beluisteren van video en audio. Er wordt een groot aantal codecs meegeleverd en ook Adobe Flash Player is geïntegreerd.

## Versiegeschiedenis

### ZevenOS
ZevenOS is steeds gebaseerd op de oktoberversie (*.10) van Ubuntu, met uitzondering van versie 6.0.
| Datum            | Versie | Ubuntu-versie    |
| ---------------- | ------ | ---------------- |
| 31 december 2014 | 6.0    | Ubuntu 14.04 LTS |
| 5 december 2012  | 5.0    | Ubuntu 12.10     |
| 24 november 2011 | 4.0    | Ubuntu 11.10     |
| 14 november 2010 | 3.0    | Ubuntu 10.10     |
| 15 november 2009 | 2.0    | Ubuntu 9.10      |
| 28 februari 2009 | 1.1    | Ubuntu 8.10      |
| 19 december 2008 | 1.0    | Ubuntu 8.10      |

### Neptune
Neptune is steeds gebaseerd op de testing-versie (bètaversie) van Debian.
| Datum            | Naam en versie       | Debian-versie |
| ---------------- | -------------------- | ------------- |
| 9 oktober 2013   | Neptune 3.3          | Debian 7.1    |
| 13 augustus 2013 | Neptune 3.2          | Debian 7.1    |
| 3 juni 2012      | Neptune 2.5 fluid    | Debian 7      |
| 23 oktober 2011  | ZevenOS-Neptune 2.0  | Debian 7      |
| 29 april 2011    | ZevenOS-Neptune 1.99 | Debian 7      |
| 7 december 2010  | ZevenOS-Neptune 1.91 | Debian 6      |
| 10 oktober 2010  | ZevenOS-Neptune 1.9  | Debian 6      |